# Tantiaka
Pour les articles homonymes, voir Tantiaka-Yamba et Tantiaka-Kouadigou.
Pour la commune du département de Tigba, dans la province du Gourma, voir Tiantiaka.
Tantiaka est une commune rurale située dans le département de Liptougou de la province de la Gnagna dans la région de l'Est au Burkina Faso.

## Santé et éducation
Le centre de soins le plus proche de Tantiaka est le centre de santé et de promotion sociale (CSPS) de Liptougou.